# Andrija Gavrilović
Andrija Gavrilović (in serbo Андрија Гавриловић?; Belgrado, 13 gennaio 1965) è un allenatore di pallacanestro serbo con cittadinanza italiana.